# 綾井武夫
綾井 武夫（あやい たけお、1860年（万延元年2月）- 1916年（大正5年）8月21日）は、明治時代の政治家。自由民権運動家。衆議院議員（3期）。

## 経歴
讃岐国阿野郡羽床下村（香川県阿野郡羽床村、綾歌郡羽床村、綾南町を経て現綾川町）で生まれた。15歳になり阿野郡坂出村（綾歌郡坂出町を経て現坂出市）の素封家・綾井忠吉郎の養嗣子となる。山本謙蔵に漢学を学んだ。1888年（明治21年）に上京し同人社、東京英学校（のち東京英和学校）、慶應義塾で学んだ。貸本業を営む。1888年（明治21年）後藤象二郎に従い大同団結運動を推し進め、東北など各地を遊説した。1890年（明治23年）3月、香川県会議員に選出され、同年4月、同副議長となる。
1890年（明治23年）7月の第1回衆議院議員総選挙では香川県第3区から出馬し当選。第3回、第4回総選挙（補欠選挙）でも当選し衆議院議員を通算3期務めた。